# Grenz-Echo
Das Grenz-Echo (Eigenschreibweise: GrenzEcho) ist eine belgische Tageszeitung der Grenz-Echo AG. Sie ist die einzige deutschsprachige Tageszeitung in Belgien. Ihr Sitz befindet sich seit 1950 im Haus Marktplatz 8 in Eupen in der Deutschsprachigen Gemeinschaft Belgiens.
Das Verbreitungsgebiet des Grenz-Echos erstreckt sich vor allem auf die Deutschsprachige Gemeinschaft und den Aachener Raum. Die Zeitung ist allerdings auch in zahlreichen Verkaufsstellen im Landesinnern erhältlich sowie in Nord-Luxemburg. Das Grenz-Echo trug zum Zeitpunkt seines 85-jährigen Jubiläums im Jahr 2012 etwa 35 % zum Umsatz des Verlagshauses bei.

## Geschichte

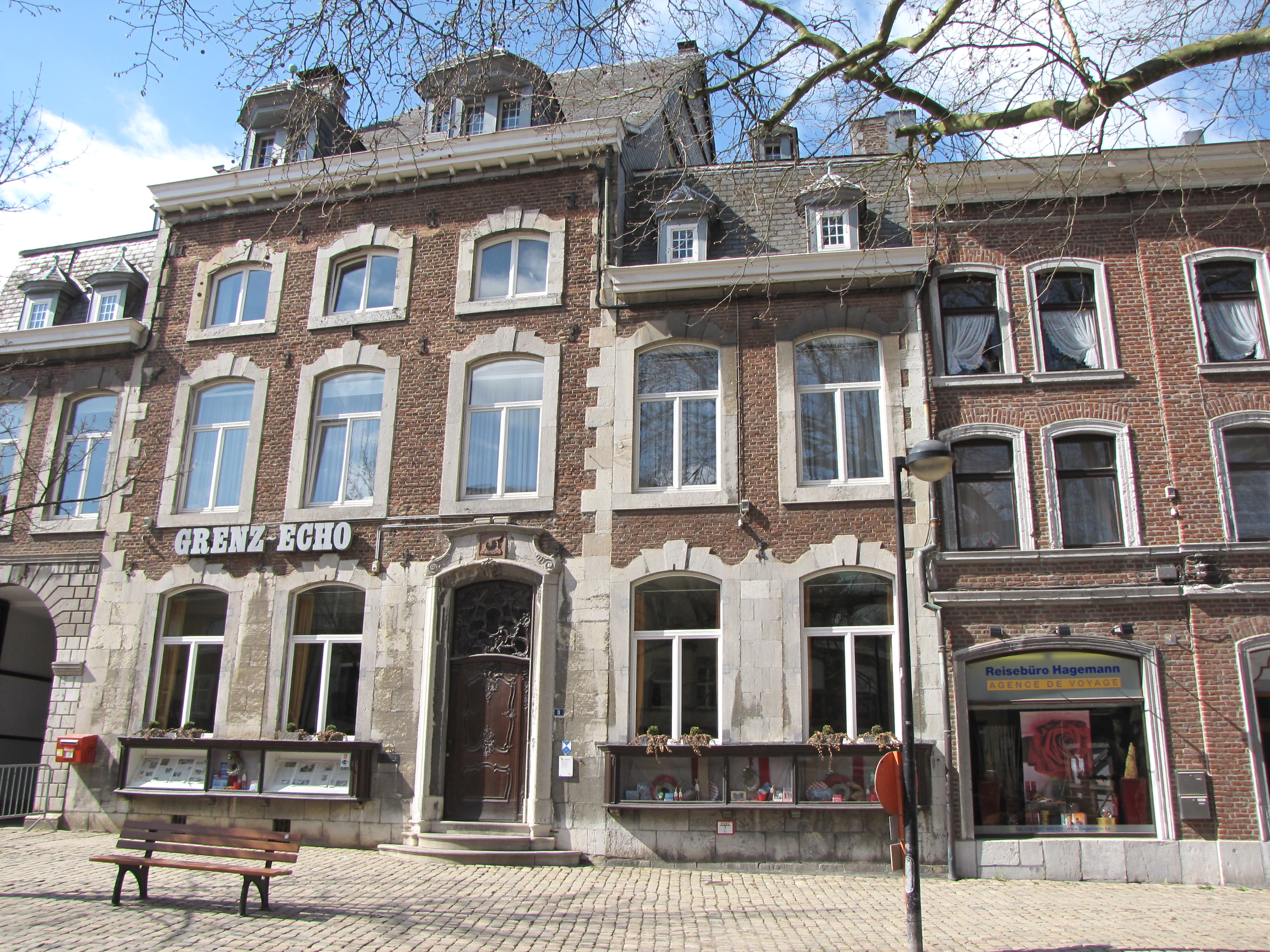
Verlagshaus am Marktplatz in Eupen ab 1950

Als Vorgänger des GrenzEcho wurde 1926 die V.o.E. „Union“ gegründet, eine pro-belgische Vereinigung mit Sitz in Weismes, die sich die Förderung des Nationalbewusstseins der „Neubelgier“ (Einwohner des nach dem Ersten Weltkrieg von Preußen an Belgien abgetretenen Gebiets Eupen-Malmedy) zum Ziel gesetzt hatte.
Am 4. Juni 1927 gründeten Pierre Van Werveke und der aus Eupen stammende Henri Michel die Zeitung als „Christliches Organ zur Förderung der wirtschaftlichen Interessen der neubelgischen Gebiete“ und gaben es einmal wöchentlich heraus. Zwischen 1903 und 1914 hatte es in Welkenraedt bereits eine Zeitung gleichen Namens gegeben, die mit dem neuen Grenz-Echo jedoch nichts gemein hatte. Die Katholische Partei wurde 1929 Eigentümer der Zeitung, von 1932 bis 1985 gehörte die Zeitung dem katholischen Verein „Action Catholique“ in Verviers.
Wegen seiner klaren Positionierung gegen den Nationalsozialismus wurde das Grenz-Echo auf deutschem Reichsgebiet bereits im April 1933 verboten, also sieben Jahre vor dem deutschen Überfall auf Belgien. Der Neustart nach dem Zweiten Weltkrieg erfolgte unter der Regie des vorherigen, aus dem Konzentrationslager Sachsenhausen entlassenen Chefredakteurs Henri Michel, der den Posten des Chefredakteurs bis zum 1. November 1965 innehatte. Er wurde von Heinrich Toussaint als Chefredakteur und Direktor beerbt, der als erste Aktion die Fusion mit der St. Vither Zeitung vorantrieb. 1985 schließlich übernahm Heinz Warny (1945–2020) das Zepter in der Grenz-Echo-Redaktion. Gleichzeitig wurden Verlagsdirektion und Redaktionsleitung voneinander getrennt. Als Präsident des Verwaltungsrats und Verlagsleiter fungierte von nun an Alfred Küchenberg. Gemeinsam mit Ernst Thommessen war Küchenberg gleichzeitig von nun an verantwortlicher Herausgeber. Im Jahr 1996 übernahm die belgische Verlagsgruppe Groupe Rossel aus Brüssel 50 % des Firmenkapitals des Grenz-Echos und stockten ihre Anteile im Jahr 2017 auf 75 % auf, nachdem sie weitere 25 % von der Familie Alfred Küchenberg erworben haben. Die verbliebenen 25 % verbleiben weiterhin in den Händen der Familie Thommessen aus Sankt Vith.
Von Januar 2005 bis zum 2. Mai 2012 war Gérard Cremer Chefredakteur des Grenz-Echos, der den in den Ruhestand getretenen Heinz Warny ersetzt hatte. Für die Redaktionsleitung wurde anschließend eine Doppelspitze mit Lutz Bernhardt und Heinz Gensterblum ernannt. Cremer gründete nur wenige Wochen nach seiner Entlassung das Nachrichtenportal Ostbelgien Direkt. Bernard übernahm den Posten wenige Monate später vollständig.
Im Juni 2016 gab Lutz Bernard seinen Rücktritt bekannt. Die Chemie zwischen Chefredakteur und Redaktion habe schon länger nicht mehr gestimmt, berichtete der Belgische Rundfunk. Erst seit dem 1. März 2018 gab es mit Oswald Schröder einen neuen Chefredakteur. Zum September 2022 übernahm Christian Schmitz diese Position.
Bis Anfang 1992 verfügte die Grenz-Echo AG über eine eigene Druckerei im Stammhaus in Eupen. Mit Wirkung zum 1. Januar 1992 verlegte sie diese in der Vervierser Straße, wo die Verwaltung ein zusätzliches Gelände erworben hat und darauf ein größeres und zeitgemäßes Gebäude für den Rotationsdruck und ihre Akzidenzdruckerei erbauen ließ, das am 16. Mai 1992 eingeweiht wurde. Im April 2015 wurde der Betrieb jedoch eingestellt und der Zeitungsdruck in die Rotationsdruckerei von Rossel Printing SA in Nivelles ausgelagert. Das anschließend von unterschiedlichen Firmen fremdgenutzte Gebäude wurde im Jahr 2019 von der Deutschsprachigen Gemeinschaft aufgekauft, die dort ein zusätzliches Fortbildungszentrum und ein Museumsdepot einrichtete.

## Weitere Aktivitäten der Grenz-EchoAG
Die Aktivitäten der Grenz-Echo AG umfassen neben der Tageszeitung auch den Buchverlag „Grenz-Echo Verlag (GEV)“ und das Internet-Portal grenzecho.net. Außerdem hält man über die PFD Pressefunk GmbH 5 % Anteil am privaten Radiosender 100’5 Das Hitradio.
Zum Jahresbeginn 2017 übernahm man 51 Prozent des regionalen Radiosenders „Radio Contact“ aus Eupen. Grenz-Echo will dadurch sein Medienangebot aufwerten und von den Vorteilen eines Radiosenders wie Liveübertragung und Reichweite profitieren. Den Vorwurf, das Grenz-Echo habe den Radiosender übernommen, um dem öffentlich-rechtlichen Sender BRF Konkurrenz zu machen, wies Geschäftsführer Olivier Verdin in einem Interview klar zurück: „Wir wollen unterstreichen, dass das mit Konkurrenzdenken nichts zu tun hat. Wir werden auch weiterhin gut mit dem BRF zusammenarbeiten. Es ist kein Angriff auf den BRF.“
Einen faden Beigeschmack hatte in diesem Zusammenhang das Interesse von Radio Contact, die UKW-Frequenz 96,7 MHz übernehmen zu wollen, da man dem Mitbewerber Fantasy Dance FM diese Frequenz 2019 entzogen hatte. Am 26. Februar 2020 stellte der Sender seinen Betrieb ein. Der Geschäftsführer von Fantasy Dance FM 96.7, Udo Menke begründete das Aus: „Aufgrund der Tatsache, dass der Medienrat Ostbelgien eine Neukoordinierung der Radiofrequenzen vorgenommen hat, ist die Wirtschaftlichkeit des Senders nicht mehr gegeben“, der Sender hatte diese reichweitenstarke Frequenz seit 1993 genutzt. Seit Juli 2021 wird das Programm Radio Contact – Ostbelgien Now auf dieser Frequenz ausgestrahlt, jedoch die anderen zugeteilten Frequenzen wurden bisher nicht in Betrieb genommen.